# Don Drew
Андрей Евгениевич Андрейчук (укр. Андрій Євгенович Андрійчук; род. 29 декабря 1983, Харьков, Украинская ССР), более известный под псевдонимом Don Drew (рус. Дон Дрю) и Darkodonni (рус. Даркодонни) — украинский рэпер, певец, композитор, битмейкер.
Наиболее популярные треки «Дворовая», «Эта тема», «Танго», «Весна», «Каратели». Соавтор трека Тимати и Богдана Титомира «Шлюшки». Участник проекта Дядя Вася (Tuman, Lojaz, Don Drew). Автор гимна футбольного клуба «Арсенал» (Харьков). В 2008 году вместе с DJ Nik-One выпустил трек «Эта тема».
Don Drew в своих треках часто использует ранее известные мелодии придавая им новое звучание. Основные темы: социальные и личные отношения, спорт, молодёжная лирика. Встречаются в треках также жёсткие политические выпады. Треки Don Drew регулярно выходят в составе сборников русского рэпа.

## Дискография

### Студийные альбомы

#### Don Drew
- 2004 — Красный(Белый), CD
- 2007 — Информация , CD
- 2009 — По рублю за позитив (Mixtape)(hosted by DJ Yaaman], CD и интернет-релиз
- 2009 — 360 градусов, CD и интернет-релиз
- 2009 — Дядя Вася (Don Drew & Tuman), интернет-релиз
- 2011 — Красный(Белый)-2 (CD-1: Don Drew «100 км вверх(Белый)»)интернет-релиз

#### Darkodonni
- 2009 — По рублю за позитив (Mixtape)(hosted by DJ Yaaman], CD
- 2011 — Красный(Белый)-2 (CD-2: Darkodonni «Антлогия(Красный)»)интернет-релиз

### Синглы
- Don Drew — Характеры, настроение
- Don Drew — Дворовая (при уч. Tuman)
- Don Drew, Tuman, Lojaz — Весна-Лето
- Don Drew — 360 градусов
- Don Drew — Это Тема
- Don Drew — Танго
- Don Drew feat. Tuman — Каратели
- Don Drew aka Darkodonni, СВО, Джино — Мало Реальной Любви
- Don Drew feat. & СВО, Protest — Прогнозы Погоды
- Don Drew feat. Герик Горилла, MC T, Sight MC — Связь
- Darkodonni — Добавь Скорости (при уч. Джино, Sil-A, СВО, Климат)
- Darkodonni — По старинке
- Don Drew — Самый обычный человек

## Видеоклипы
- Характеры
- Дворовая (feat. Туман)
- Весна-Лето (feat. Туман, Lojaz)
- 360 градусов (feat. DJ Nik-One)
- Связь (feat. Герик Горилла, Sight MC, МС Т)
- Мало- Реальной Любви (feat. Джино, СВО)
- Прогнозы Погоды (feat. Protest, СВО)
- По старинке
- Самый обычный человек
- Праведный гнев (feat. Shaq, SVD)
- Лето (feat. Kaffa)